# Ford Verona
 (mai 2023).
La mise en forme du texte ne suit pas les recommandations de Wikipédia : il faut le « wikifier ».
Les points d'amélioration suivants sont les cas les plus fréquents :
- Les titres sont pré-formatés par le logiciel. Ils ne sont ni en capitales, ni en gras.
- Le texte ne doit pas être écrit en capitales (les noms de famille non plus), ni en gras, ni en italique, ni en « petit »…
- Le gras n'est utilisé que pour surligner le titre de l'article dans l'introduction, une seule fois.
- L'italique est rarement utilisé : mots en langue étrangère, titres d'œuvres, noms de bateaux, etc.
- Les citations ne sont pas en italique mais en corps de texte normal. Elles sont entourées par des guillemets français : « et ».
- Les listes à puces sont à éviter, des paragraphes rédigés étant largement préférés. Les tableaux sont à réserver à la présentation de données structurées (résultats, etc.).
- Les appels de note de bas de page (petits chiffres en exposant, introduits par l'outil «  Source ») sont à placer entre la fin de phrase et le point final[comme ça].
- Les liens internes (vers d'autres articles de Wikipédia) sont à choisir avec parcimonie. Créez des liens vers des articles approfondissant le sujet. Les termes génériques sans rapport avec le sujet sont à éviter, ainsi que les répétitions de liens vers un même terme.
- Les liens externes sont à placer uniquement dans une section « Liens externes », à la fin de l'article. Ces liens sont à choisir avec parcimonie suivant les règles définies. Si un lien sert de source à l'article, son insertion dans le texte est à faire par les notes de bas de page.
- La présentation des références doit suivre les conventions bibliographiques. Il est recommandé d'utiliser les modèles {{Ouvrage}}, {{Chapitre}}, {{Article}}, {{Lien web}} et/ou {{Bibliographie}}. Le mode d'édition visuel peut mettre en forme automatiquement les références.
- Insérer une infobox (cadre d'informations à droite) n'est pas obligatoire pour parachever la mise en page.

Pour une aide détaillée, merci de consulter Aide:Wikification.
Si vous pensez que ces points ont été résolus, vous pouvez retirer ce bandeau et améliorer la mise en forme d'un autre article.
La Ford Verona est une automobile dérivée de la Ford Orion européenne, elle-même basée sur l'Escort. Ford do Brasil a lancé la première génération en 1989 avec une carrosserie à deux portes avec un arrière modifié. Elle a été produite jusqu'en 1996. Durant la courte période de la co-entreprise AutoLatina, Volkswagen do Brasil a commercialisé son clone, la Volkswagen Apollo.
Le nom de code initial du projet était "Nevada" mais Ford était indécis sur le nom définitif du projet et a décidé de choisir un nom au hasard avec un ordinateur. La Ford Verona MkI a été commercialisée en 1989 avec deux options de moteur, le Ford CHT 1.6 et le VW AP 1.8. Avec la Mk II, elle recevra le moteur 2.0 AP, puis les moteurs 1.8i et 2.0i équipés de l'injection électronique.

## Première génération (1989–1992)

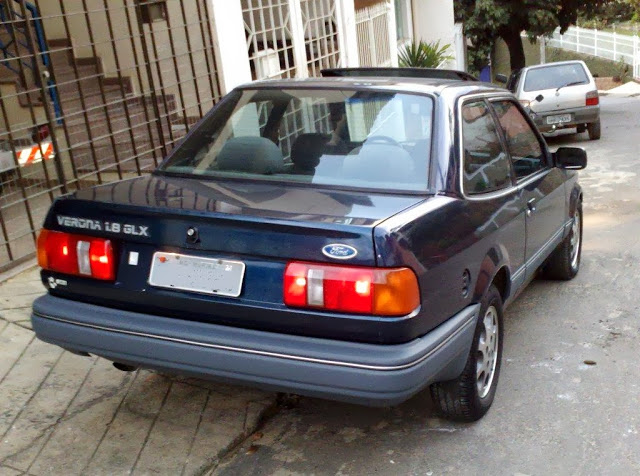
Vue arrière Ford Verona 1.8 GLX (1992)

La production de la Ford Verona a débuté en 1989 au Brésil. L'aspect extérieur et la mécanique de la Verona 1re génération ressemblent à l'Escort européenne de 4e génération, à l'exception de la partie arrière avec coffre plus important. Le moteur, la boîte de vitesses, les sièges avant, le tableau de bord et le volant sont très similaires à l'Escort. Elle a d'ailleurs très souvent été désignée MK4 (4e génération). Au Brésil, la Verona 1re génération a été produite uniquement avec une carrosserie deux portes, comme dicté par le marché de l'époque.
La Ford Verona est un modèle important en 1989 car c'est le premier modèle lancé après la constitution de la co-entreprise avec Volkswagen au Brésil, AutoLatina. La Verona sera suivie, en 1990, par son clone, la Volkswagen Apollo. Les deux modèles présentaient peu de différences mécaniques et esthétiques, le Verona avait un design plus classique, l'Apollo un design plus sportif.
À partir de 1992, la Verona fut équipée d'un pot avec convertisseur catalytique, pour répondre aux normes PROCONVE.

### Versions
- LX (Luxe) : version entrée de gamme avec des phares antibrouillard,
- GLX (Gran Luxe) : version plus complète avec tachymètre ; vitres, serrures et rétroviseurs électriques ; antenne et autoradio ; jantes alliage 13 pouces (14 dans la version GLX 1992) et climatisation ; toit ouvrant en option.

### Caractéristiques techniques[1]
| Modèle           | Cylindrée | Type | Carburant | Carburateur | Alésage x Course | Taux de compression | Puissance                  | Couple                |
| ---------------- | --------- | ---- | --------- | ----------- | ---------------- | ------------------- | -------------------------- | --------------------- |
| 1.6 AE (AE.1600) | 1.555 cm³ | L4   | Essence   | Weber 460   | 77 x 83,5 mm     | 9,0:1               | 78 ch / kW @ 5.200 tr/min  | 131 Nm @ 3.200 tr/min |
| 1.6 AE (AE.1600) | 1.555 cm³ | L4   | Ethanol   | Weber 460   | 77 x 83,5 mm     | 12,0:1              | 78 ch / kW @ 5.200 tr/min  | 130 Nm @ 3.200 tr/min |
| 1.8 UD (AP.1800) | 1.781 cm³ | L4   | Essence   | Brosol 2E7  | 81 x 86,4 mm     | 8,5:1               | 91 ch / kW @ 5.500 tr/min  | 142 Nm @ 3.400 tr/min |
| 1.8 UD (AP.1800) | 1.781 cm³ | L4   | Ethanol   | Brosol 2E7  | 81 x 86,4 mm     | 12,3:1              | 105 ch / kW @ 5.500 tr/min | 152 Nm @ 3.400 tr/min |

Nota: AE est l'acronyme de « Alta Economia » (High Fuel-Efficiency en anglais), AP signifie « Alta Performance » (High Performance en anglais).

## Deuxième génération (1993–1996)
Au 2e semestre 1992, Ford de Brasil lance la 5e génération de l'Escort et la Verona 2e génération. Le constructeur a standardisé ses finitions et plusieurs pièces sont communes avec l'Escort Hatch. La version avec carrosserie 4 portes est maintenant disponible. Tous les moteurs sont désormais des Volkswagen AP.

### Versions
- LX : Version de base (1993-mi 1994) moteur 1,8 avec carburateur,
- GL : Version de base remplaçante de la "LX" (fin 1994 à 1996). Les modèles 94 et 95 pouvaient être équipés d'un carburateur mécanique ou électronique, les modèles 96 ont été dotés de l'injection électronique FIC, la même qui équipait l'Escort XR3 de 1995. Dans les modèles 1996, la finition GL a perdu les phares antibrouillard avant et arrière, ainsi que l'accoudoir sur la banquette arrière.
- GLX : Les modèles 93/94 et 94/95 pouvaient être 1.8 ou 2.0 avec carburateur ou à injection. Ils avaient en option les rétroviseurs et vitres arrière électriques et la climatisation. En 1995, la climatisation est montée de série et les moteurs bénéficient de l'injection électronique. En 1996, cette finition perd l'option moteur 2.0 litres.
- Ghia : Version luxueuse haut de gamme, équipée des moteurs 1,8 et 2,0 litres avec injection électronique. De série, elle disposait de vitres, antenne, rétroviseurs et serrures électriques, radio numérique avec lecteur CD, jantes en alliage, sièges avec réglage en hauteur et lombaire, volant avec réglage en hauteur et en distance, et climatisation. Jusqu'au lancement de la version S, c'était la seule à avoir des freins à disque sur les 4 roues.
- S (1995) : Série spéciale, lancée en août 1995. Version avec presque tous les éléments de la XR3 produite pendant seulement deux mois : août et septembre 1995. Elle comportait de série : moteur 2.0i, climatisation, air chaud, antenne électrique, vitres électriques sur les 4 portes, serrures et rétroviseurs électriques, antibrouillards avant et arrière, freins à disque aux 4 roues. On trouve aussi des sièges Recaro avec réglage lombaire, en hauteur et inclinaison.
- S (1996) : Après sa séparation avec Volkswagen en décembre 1995, Ford retrouve son autonomie et procède à un restyling en modifiant les capots de toute la gamme Escort/Verona 1996, avec une calandre ovale intégrée, ce modèle est parfaitement identifiable par rapport au modèle 1995. La climatisation, les rétroviseurs et les vitres arrière électriques étaient désormais en option. Les sièges Recaro ont disparu.

### Caractéristiques techniques[3]
| Modèle             | Cylindrée | Type | Carburant | Carburateur    | Alésage x Course | Taux de compression          | Puissance                  | Couple                |
| ------------------ | --------- | ---- | --------- | -------------- | ---------------- | ---------------------------- | -------------------------- | --------------------- |
| 1.8 AP (AP.1800)   | 1.781 cm³ | L4   | Essence   | Brosol 2E-CE   | 81 x 86,4 mm     | 8,5:1                        | kW @ 5.400 tr/min          | 142 Nm @ 3.000 tr/min |
| 1.8 AP (AP.1800)   | 1.781 cm³ | L4   | Ethanol   | Brosol 2E-CE   | 81 x 86,4 mm     | 12,3:1                       | 105 ch / kW @ 5.500 tr/min | 152 Nm @ 3.400 tr/min |
| 2.0 AP (AP.2000)   | 1.984 cm³ | L4   | Essence   | 82,5 x 92,8 mm | 9,0:1            | 108 ch / kW @ 5.400 tr/min   | 167 Nm @ 3.400 tr/min      |                       |
| 2.0 AP (AP.2000)   | 1.984 cm³ | L4   | Ethanol   | 82,5 x 92,8 mm | 12,0:1           | 115,6 ch / kW @ 5.400 tr/min | 172 Nm @ 3.400 tr/min      |                       |
| 2.0i AP (AP.2000i) | 1.984 cm³ | L4   | Essence   | 82,5 x 92,8 mm | 10,0:1           | 122 ch / kW @ 5.600 tr/min   | 174 Nm @ 3.200 tr/min      |                       |

### Escort Sedan
En 1997, la 7e génération de l'Escort (Mk7) apparaît, avec un moteur Zetec 1.8 16v et plus tard Zetec Rocam 1.6 8v. Contrairement à l'Escort, la Verona est abandonnée, laissant la place à l'Escort Sedan.
L'Escort Sedan n'a été produite qu'en 1997 et 1998, dans les versions GL et GLX, toutes deux équipées du nouveau moteur à essence Zetec 1.8 16v, qui développait 115 ch. La version 97/97 GLX a reçu un toit ouvrant électrique en série. En 1998, l'Escort Sedan a fait ses adieux au marché, laissant les modèles Hatch et SW sur le marché jusqu'en 2003, mais décrétant la fin de la gamme Escort.
En Europe, la remplaçante de la gamme Escort est lancée en 1998 : la Ford Focus, qui n'arrivera sur le marché brésilien qu'en 2000.

## Ventes
En 1990, la Verona était la 7e voiture la plus vendue au Brésil, l'Apollo était la 17e. L'année suivante, le Verona se hisse à la 6e place et l'Apollo à la 8e. Au cours de la dernière année de production, ils sont tous deux tombés respectivement aux 9e et 15e positions. La production totale de la Volkswagen Apollo était de 53.130 unités. Les chiffres des ventes des deux voitures au Brésil sont présentés ci-dessous.
| Années | Ford Verona, | VW Apollo |
| ------ | ------------ | --------- |
| 1990   | 33.248       | 13.494    |
| 1991   | 32.676       | 26.976    |
| 1992   | 20.243       | 10.437    |
| 1993   | 3.462        | —         |
| 1994   | 15.142       | —         |
| 1995   | 6.940        | —         |
| 1996   | 6.614        | —         |
| Total  | 118.325      | 50.907    |